# Chikkametikurke, Arsikere
Chikkametikurke là một làng thuộc tehsil Arsikere, huyện Hassan, bang Karnataka, Ấn Độ.